# مافیا: بازی بقا
مافیا: بازی بقا (روسی: Мафия: Игра на выживание) یک فیلم سینمایی اکشن و علمی تخیلی روسی محصول سال ۲۰۱۶ به کارگردانی ساریک آندرئاسیان و نویسندگی آندری گاوریلوف است. داستان فیلم از بازی مهمانی معروف، مافیا الهام گرفته شده‌است. این فیلم در تاریخ ۱ ژانویه ۲۰۱۶ در روسیه اکران شد.

## داستان
مسکو، سال ۲۰۷۲ بازی با ورق مافیا به محبوب‌ترین نمایش تلویزیونی در جهان تبدیل شده‌است. یازده نفر سر میز جمع می‌شوند تا بفهمند - چه کسی غیرنظامی بی گناه است و چه کسی مافیای بی رحم. جهان در حال دیدن کوکتلی از احساسات است: ترس، دروغ، درد، غرور، شور، عشق و مرگ. برنده جایزه نقدی زیادی دریافت می‌کند و بازنده فقط می‌میرد.

## انتشار فیلم
این فیلم در تاریخ ۱ ژانویه ۲۰۱۶ در روسیه اکران شد. در ۱۴ اکتبر ۲۰۱۶ در چین عرضه شد،.